# KC카드
KC카드(KCカード)는 일본 후쿠오카현을 기반으로 하는 신용카드 회사이다. 2012년 현재 대표는 지바 노부이쿠(千葉信育) 회장이다.

## 연혁
- 1963년 4월 26일 : 가고시마 신용판매(鹿児島信販)로 설립
- 1978년 : 고쿠나이 신용판매(国内信販)와 합병, 고쿠나이 신용판매로 사명 변경
- 2005년 6월 : 라쿠텐에 인수되고, 이후 10월 1일에 라쿠텐KC로 사명 변경
- 2011년 6월 2일 : 일부 사업이 라쿠텐 카드(ja)로 분할되어 라쿠텐의 계열사로 남고, 나머지 대부분은 이후 8월 1일에 J트러스트(ja)에 매각되어 현재의 사명으로 변경됨[1]
- 2012년 10월 12일 : 5월에 김찬경 (당시) 회장의 횡령으로 인해 영업이 정지되어 있던 미래저축은행을 인수, 친애저축은행으로 상호를 바꿔 영업을 개시[2]
- 2014년 6월 스탠다드차타드로부터 SC스탠다드저축은행을 인수하여 JT저축은행으로 상호변경

## 참고 문헌
1. ↑  “社名変更及び、親会社の変更に伴う重要なお知らせ - KCカード”. 2012년 10월 21일에 원본 문서에서 보존된 문서. 2012년 10월 30일에 확인함.
2. ↑  “미래저축銀, ‘친애저축은행’ 새간판..12일 영업시작, 파이낸셜 뉴스, 2012/10/06”. 2012년 10월 11일에 원본 문서에서 보존된 문서. 2012년 10월 30일에 확인함.